# Maxus G10
Pour les articles homonymes, voir G10.
Le Maxus G10 est un modèle de monospace du constructeur automobile chinois Maxus depuis 2014.

## Historique et description du modèle

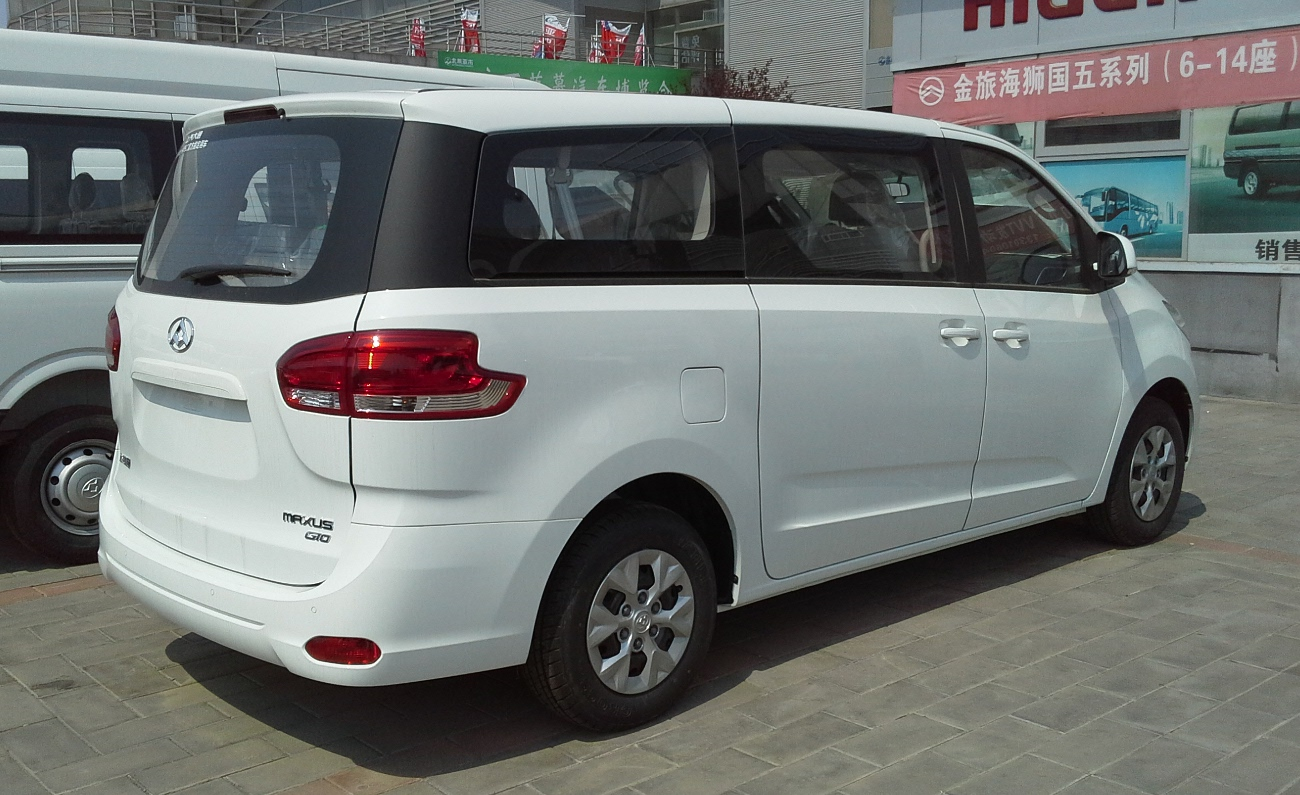
Maxus G10 vue arrière

Le G10 a été présenté pour la première fois en avril 2014 comme le deuxième véhicule de Maxus.

### Motorisation
Le Maxus D90 est propulsé par un moteur à essence turbo de 2L de 221 ch, associé à une transmission manuelle ou automatique à six vitesses.

### EG10
En juin 2015, Maxus a présenté une version électrique de son fourgon appelée Maxus EG10, alimenté par un moteur électrique de 204 ch et 800 nm.

### Lifting
En 2016, le Maxus G10 a reçu un lifting. 

### Vente
Le Maxus G10 a été initialement construit pour le marché intérieur chinois, il y a été mis en vente en 2014 et a gagné en popularité au cours des 3 années suivantes, parfois utilisé comme taxi.
En juin 2015, SAIC a décidé de commencer à exporter le véhicule vers l'Australie et la Nouvelle-Zélande sous la nomination de LDV G10,. De plus, une version de livraison avec un compartiment de transport intégré derrière la première rangée de sièges a été développée spécialement pour ce marché, sous le nom de LDV G10 Van.
En 2020, MG Motor a présenté la version indienne du Maxus G10 sous le nom de MG G10. Le début des ventes du véhicule en Inde est prévu en avril 2022.